# Racopilum spectabile
Racopilum spectabile là một loài rêu trong họ Racopilaceae. Loài này được Reinw. & Hornsch. mô tả khoa học đầu tiên năm 1829.